# Wladimir Sergejewitsch Bystrow
Wladimir Sergejewitsch Bystrow (russisch Владимир Сергеевич Быстров; * 31. Januar 1984 in Luga) ist ein russischer Fußballspieler in Diensten vom FK Tosno.
Bystrow unterzeichnete 2001 seinen ersten Profivertrag bei Zenit Sankt Petersburg, wo er bis 2005 spielte. Er absolvierte in dieser Zeit 74 Ligaspiele und erzielte sechs Treffer. 2005 wechselte er dann zu Spartak Moskau. Bystrow ist ein pfeilschneller Außenstürmer, gerade auch wegen seiner Schnelligkeit ist er der meist gefoulteste Spieler der russischen Liga. Am 29. August 2009 wurde seine Rückkehr für 15 Millionen Euro zu Zenit bekannt gegeben. Bystrow unterschrieb bei Zenit einen Vertrag bis ins Jahr 2014.

## Nationalmannschaft
Von 2004 bis 2013 spielte Bystrow für die russische Fußballnationalmannschaft. 2008 wurde er von Guus Hiddink zur EM 2008 ins russische Team berufen. Im Vorrundenspiel gegen Spanien wurde er zur Halbzeit für Dmitri Sytschow eingewechselt, und kurioserweise in der 70. Minute wieder für Roman Adamow ausgewechselt. Guus Hiddink sagte, er war mit Bystrows Leistung nicht zufrieden.